# Chloe Ferrari
Chloe Raquel Ferrari (Fresno, 21 luglio 1992) è una pallavolista statunitense.
Gioca nel ruolo di centrale.

## Carriera
La carriera di Chloe Ferrari inizia a livello scolastico con la Buchanan High School. Al termine delle scuole superiori entra a far parte della squadra della University of San Diego: con le Toreros prende parte alla Division I NCAA dal 2010 al 2013, subendo anche un grave infortunio al legamento crociato anteriore del ginocchio destro nel corso della Division I NCAA 2012, nonostante il quale riesce a ritornare in campo e raccogliere anche qualche riconoscimento individuale; nel 2014 fa il suo esordio nella nazionale statunitense, vincendo la medaglia d'argento alla Coppa panamericana.
Nella stagione 2014-15 inizia la carriera professionistica andando a giocare in Germania col Dresdner Sportclub 1898: tuttavia a causa di nuovi problemi al ginocchio destro non scende mai in campo, per poi rescindere consensualmente col club il suo contratto nel febbraio 2015.

## Palmarès

### Nazionale (competizioni minori)
- Coppa panamericana 2014

### Premi individuali
- 2013 - All-America Second Team
- 2013 - Division I NCAA statunitense: Lincoln Regional All-Tournament Team